# ثاليس
ثاليس هو لاعب كرة قدم برازيلي في مركز الدفاع، ولد في 28 أبريل 1994 في بيلوتاس في البرازيل. لعب مع باوليستا.

## وصلات خارجية
- ثاليس على موقع قاعدة بيانات كرة القدم.إي يو (الإنجليزية)
- ثاليس على موقع Soccerway.com (الإنجليزية)